# 富士浅間神社 (藤岡市)
富士浅間神社（ふじせんげんじんじゃ）は、群馬県藤岡市の神社。浅間神社の1つ。木花開耶姫命を主祭神とし、安産と子育てのご利益があるとされる。

## 概要
創立は不詳。天保年間の高井乙布『長雄手鑑』によれば、文応年間（1260年 - 1261年）日蓮上人鎌倉下向の際、常ヶ岡鮭塚に8軸の経を納めて富士仙元を勧請したことが「富士岡」（のちの藤岡）の地名の由来だとしている。しかしながら文応年間は1年に満たない期間で、日蓮は『立正安国論』を著し草庵を襲撃され下総に赴いており、藤岡を訪れたとは考えにくいことが指摘されている。
享和3年の『富士権現縁起書』によれば、元亀元年（1570年）芦田右衛門が社殿を建立し、清源法印を別当に任じて除地を認めたとある。
江戸時代には文化元年（1804年）、安政7年（1860年）に社殿の改築が行われている。
明治3年（1870年）に常岡神社と社名を改めたが、明治36年（1903年）3月19日富士浅間神社に復した。
明治39年（1906年）12月28日、神饌幣帛料供進社に指定される。
昭和40年（1965年）5月24日に原因不明の火災で全焼し、昭和44年（1969年）に社殿を再建した。

## 祭神
- 木花開耶姫命[3][2]

## 文化財等
- 太刀（備前助包）[2]

### 藤岡市指定重要文化財
- 富士浅間神社祭礼絵巻（菊川英山筆）[4]
- 富士浅間神社具足4種[5]

## 周辺
- 群馬県道30号
- 藤岡市立藤岡第二小学校